# You & Me (Superflyの曲)
「You & Me」（ユー・アンド・ミー）は、Superflyの楽曲。2011年3月25日にワーナーミュージック・ジャパンから配信限定シングルとしてリリースされた。

## 概要
「You & Me」は、3月11日に発生した東日本大震災の被災者に向けて、ボーカルの越智志帆が自ら手掛けた楽曲。3月19日に公式ホームページ内で発表され、YouTubeで「Sunshine Sunshine ～a cappella ver.～」と共に掲載された。アレンジは越智自身によるピアノ弾き語りとなっている。
3月25日には、レコチョク、wamo!、iTunesの3つの音楽配信サイト限定で配信が開始された。また、売上金は全額震災の義援金として寄付されると発表されている。
2011年世界フィギュアスケート選手権のエキシビションでは、この曲が使用された。同年に行われた全国ツアー「Superfly Tour 2011 "Mind Traveler"」では、盛岡公演と仙台公演でのみ披露された。
翌2012年に発売された4thアルバム『Force』とベストアルバム『Superfly BEST』には収録されず、長らくパッケージ化がなされなかったが、2017年に発売されたファン投票によるオールタイム・ベストアルバム『Superfly 10th Anniversary Greatest Hits “LOVE, PEACE & FIRE”』にてCD初音源化となった。

## 収録曲
1. You & Me
作詞・作曲・編曲：越智志帆